# Foot-Ball Club Juventus 1905-1906
Questa voce raccoglie le informazioni riguardanti il Foot-Ball Club Juventus nelle competizioni ufficiali della stagione 1905-1906.

## Stagione
La stagione 1905-1906 iniziò il 29 ottobre 1905 con la vittoria sul campo dell'Acquabella nella Coppa Luigi Bozino, ottenuta col 2-1 in finale sul Milan. In campionato i bianconeri chiusero al primo posto del girone finale, a pari merito con il Milan, fatto che rese necessario uno spareggio-scudetto da disputarsi sul campo della società col maggior numero di reti segnate. In teoria, essa sarebbe dovuta essere il Milan, grazie ai 2 gol assegnati a tavolino contro il Genoa, che portavano il loro computo a 6 contro i 5 juventini. La FIF, però, stabilì che i suddetti gol non andavano conteggiati a tal fine in quanto fittizi: di conseguenza i campioni in carica, grazie alle loro 5 reti "reali" contro le 4 rossonere, ottennero che lo spareggio si disputasse a Torino. La sfida terminò in parità e si dovette individuare, come da regolamento, un campo neutro per la nuova sfida. Essendo per ovvie ragioni di ordine pubblico impossibile giocare a Genova, la FIF individuò come campo neutro il terreno di Milano della US Milanese, forse come gesto di cortesia nei confronti del Milan per il mancato conteggio dei succitati gol a tavolino. La Juventus però non accettò la designazione, ritenendo la sede non neutrale, e diede forfait attraverso un comunicato ufficiale:
Il Milan fu dichiarato vincitore di quella partita per 2-0 a tavolino grazie alla deliberazione dalla Federazione Italiana Foot-Ball, e quindi del titolo del IX Campionato Federale. Nell'autunno del 1906 la Juventus vinse per la seconda volta la Coppa Luigi Bozino dopo le vittorie contro F.C. Torinese (8-0) e Milan (1-0) e raggiunse il terzo posto del Campionato di Seconda Categoria.
Nello stesso anno il presidente della società, Alfred Dick, decise, dopo la mancata riconferma alla presidenza da parte dei soci juventini, di lasciare la Juventus per fondare «per dispetto» il Torino (oggi, Torino F.C. 1906) unendosi al Torinese che aveva già assorbito l'Internazionale Torino (un'altra squadra dell'epoca) qualche anno prima. In seguito all'abbandono del presidente svizzero la squadra bianconera rimase per due anni a corto di risorse finanziarie e di giocatori, avendo Dick portato con sè Kampfer, Streule, Bollinger e Mazzia, senza più neanche il contratto d'affitto del Velodromo Umberto I. La presidenza della società fu assegnata a Carlo Vittorio Varetti, uno dei fondatori.

## Divise
La maglia utilizzata per gli incontri di campionato era a strisce verticali bianche e nere.
| Manica sinistra · Manica sinistra · Maglietta · Maglietta · Manica destra · Manica destra · Pantaloncini · Calzettoni · Calzettoni |

## Organigramma societario
Area direttiva
- Presidente: Alfred Dick

Area tecnica
- Allenatore:

## Rosa
| N. |                     | Ruolo | Calciatore           |
| -- | ------------------- | ----- | -------------------- |
|    | Italia (bandiera)   | P     | Domenico Durante     |
|    | Svizzera (bandiera) | D     | Friedrich Bollinger  |
|    | Italia (bandiera)   | D     | Chiaffredo Mastrella |
|    | Italia (bandiera)   | D     | Oreste Mazzia        |
|    | Italia (bandiera)   | C     | Alfredo Armano       |
|    | Italia (bandiera)   | C     | Gioacchino Armano    |
|    | Scozia (bandiera)   | C     | Jack Diment          |
|    | Italia (bandiera)   | C     | Giovanni Goccione    |
|    | Italia (bandiera)   | C     | Casimiro Nay         |

| N. |                        | Ruolo | Calciatore             |
| -- | ---------------------- | ----- | ---------------------- |
|    | Italia (bandiera)      | C     | Giovanni Vigo          |
|    | Italia (bandiera)      | A     | Alberto Barberis       |
|    | Italia (bandiera)      | A     | Ernesto Borel          |
|    | Italia (bandiera)      | A     | Ettore Corbelli        |
|    | Italia (bandiera)      | A     | Domenico Donna         |
|    | Svizzera (bandiera)    | A     | Hans Kämpfer           |
|    | Inghilterra (bandiera) | A     | James Squair           |
|    | Svizzera (bandiera)    | A     | Walter Streule         |
|    | Italia (bandiera)      | A     | Carlo Vittorio Varetti |

## Calciomercato
| Acquisti | Acquisti            | Acquisti           | Acquisti   |
| R.       | Nome                | da                 | Modalità   |
| -------- | ------------------- | ------------------ | ---------- |
| D        | Friedrich Bollinger | Old Boys Basilea   | definitivo |
| C        | Casimiro Nay        | Juventus II        | definitivo |
| A        | Ernesto Borel       | Juventus II        | definitivo |
| A        | Ettore Corbelli     | Juventus II        | definitivo |
| A        | Hans Kämpfer        | Montriond Lausanne | definitivo |

| Cessioni | Cessioni          | Cessioni | Cessioni      |
| R.       | Nome              | a        | Modalità      |
| -------- | ----------------- | -------- | ------------- |
| C        | Paul Arnold Walty |          | svincolato    |
| A        | Luigi Forlano     | Torinese | definitivo    |
| A        | Ugo Merio         |          | fine carriera |

## Risultati

### Prima Categoria

#### Girone finale
| Arbitro: | Meazza (Milano) |

|         |           |     |
| Marassi | Marcatori | Gol |

| Arbitro: | Meazza (Milano) |

|                      |           |               |
| Donna 55’ Armano 65’ | Marcatori | 42’ At. Trerè |

| Arbitro: | Suter (Milano) |

|                      |           |  |
| Donna 80’ Armano 86’ | Marcatori |  |

| Arbitro: | Calì (Genova) |

|           |           |  |
| Rizzi 30’ | Marcatori |  |

| Torino 29 aprile 1906 Spareggio | Juventus       | 0 – 0 (d.t.s.) referto | Milan | Stadio Velodromo Umberto I\| Arbitro: \| Suter (Milano) \| |
| Arbitro:                        | Suter (Milano) |                        |       |                                                            |

| Milano 6 maggio 1906, ore 15:00 CET Spareggio - Ripetizione | Juventus       | 0 – 2 (tav.) referto | Milan | Campo di via Comasina\| Arbitro: \| Suter (Milano) \| |
| Arbitro:                                                    | Suter (Milano) |                      |       |                                                       |

### Palla Dapples
| Arbitro: | Bosisio (Milano) |

|   |           |  |
| ? | Marcatori |  |

| Arbitro: | Recalcati (Milano) |

|   |           |                 |
| ? | Marcatori | Bollinger Donna |

## Statistiche

### Statistiche di squadra
| Competizione    | Punti | In casa | In casa | In casa | In casa | In casa | In casa | In trasferta | In trasferta | In trasferta | In trasferta | In trasferta | In trasferta | Totale | Totale | Totale | Totale | Totale | Totale | DR |
| Competizione    | Punti | G       | V       | N       | P       | Gf      | Gs      | G            | V            | N            | P            | Gf           | Gs           | G      | V      | N      | P      | Gf     | Gs     | DR |
| --------------- | ----- | ------- | ------- | ------- | ------- | ------- | ------- | ------------ | ------------ | ------------ | ------------ | ------------ | ------------ | ------ | ------ | ------ | ------ | ------ | ------ | -- |
| Prima Categoria | 6     | 3       | 2       | 1       | 0       | 4       | 1       | 3            | 0            | 1            | 2            | 1            | 4            | 6      | 2      | 2      | 2      | 5      | 5      | 0  |
| Palla Dapples   | -     | 0       | 0       | 0       | 0       | 0       | 0       | 2            | 0            | 0            | 2            | 2            | 5            | 2      | 0      | 0      | 2      | 2      | 5      | -3 |
| Totale          | 6     | 3       | 2       | 1       | 0       | 4       | 1       | 5            | 0            | 1            | 4            | 3            | 9            | 8      | 2      | 2      | 4      | 7      | 10     | -3 |

### Statistiche dei giocatori
| Giocatore     | Prima Categoria | Prima Categoria |
| Giocatore     | Presenze        | Reti            |
| ------------- | --------------- | --------------- |
| A. Armano II  | 0               | 0               |
| G. Armano I   | 5               | 2               |
| A. Barberis   | 0               | 0               |
| F. Bollinger  | 5               | 0               |
| E. Borel      | 0               | 0               |
| E. Corbelli   | 4               | 0               |
| J. Diment     | 5               | 0               |
| D. Donna      | 5               | 2               |
| D. Durante    | 5               | -3              |
| G. Goccione   | 5               | 0               |
| H. Kämpfer    | 0               | 0               |
| C. Mastrella  | 0               | 0               |
| O. Mazzia     | 5               | 0               |
| C. Nay        | 0               | 0               |
| J. Squair     | 5               | 0               |
| W. Streule    | 5               | 0               |
| C. V. Varetti | 4               | 0               |
| G. Vigo       | 2               | 0               |